# Neobisium hermanni
Espèce
Neobisium hermanni est une espèce de pseudoscorpions de la famille des Neobisiidae.

## Distribution
Cette espèce est endémique d'Autriche. Elle se rencontre à Kirchberg am Wechsel dans la grotte Hermannshöhle.

## Publication originale
- Beier, 1938 : Zwei neue Neobisien (Pseudoscorp.) aus der Ostmark. Zoologischer Anzeiger, vol. 123, p. 78-80.